# Teatro de Rojas
El Teatro de Rojas és un teatre de Toledo. Fou inaugurat el 19 d'octubre de 1879. Pren el nom en honor de l'escriptor Fernando de Rojas. Es va erigir sobre el terreny de l'antic corral de comèdies.